# Robert Byron

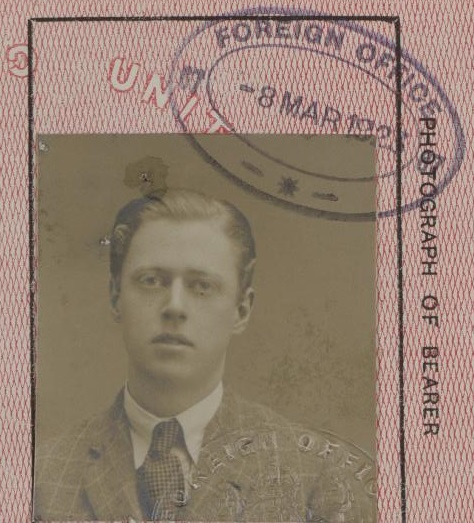
Robert Byron (1923)

Robert Byron (ur. 26 lutego 1905 w Londynie, zm. 24 lutego 1941 na statku Jonathan Holt podczas podróży do Egiptu) – pisarz brytyjski, podróżnik. Wykształcony w Oxfordzie, podróżował głównie na wschód (Związek Radziecki, Tybet, Persja). Autor książek o istocie podróżowania, zafascynowany literaturą i architekturą. Jeden z założycieli organizacji ochrony zabytków Georgian Group.
Zginął tragicznie w 1941 na statku Jonathan Holt storpedowanym w pobliżu Cape Wrath przez niemieckiego U-Boota w trakcie podróży do Aleksandrii.

## Dzieła
- Europe in the Looking-Glass. Reflections of a Motor Drive from Grimsby to Athens, 1926 (polskie wydanie: Europa w zwierciadle, Warszawa 2020)
- The Station, 1928 – opis podróży do greckich klasztorów prawosławnych, m.in. na wyspie Athos, 1929
- Birth of Western Painting. A History of colour, form and iconography. G. Routledge, 1930.
- The Appreciation of Architecture, 1932
- First Russia, Then Tibet, 1933
- The Road to Oxiana, 1937 – podróż do Persji i Afganistanu
- Imperial Pilgrimage, 1937 – przewodnik turystyczny po Londynie
- Listy, wyd. pośmiertne, London 1991.